# Canon EOS 60D
Canon EOS 60D é uma câmera fotográfica da linha Canon EOS do tipo DSLR, lançado no mercado em 26 de agosto de 2010 como sucessora da EOS 50D.
As novidades dessa câmera  incluem o aumento de resolução e da faixa de ISO, visor LCD articulado, filmagem em full-HD e função de pos-processamento de imagens integrado na câmera.

## Filtros
A câmera possui filtros como toy camera, foco suave e, basic+ que podem ser aplicados a imagens RAW e JPEG.

## Características
- Sensor CMOS APS-C de 18 MP e processador DIGIC 4[1][2]
- Sensor CMOS APS-C fullframe com 36x24mm (equivalente ao filme de 35mm)
- Visor LCD giratório Clear View de 7,7 cm[1]
- Sensibilidade fotográfica com intervalo ISO de 100 à 6400, expansível à 12 800 (H:12800)[1][1]
- Sensor de medição de dupla camada de 63 zonas, analisa o foco, cor e, luminância[1]
- Compatível com objectivas EF/EF-S e flash speedlites EX[1]

- Gravação a 5,3 fps para até 58 JPEG[1]
- Gravação de vídeo a 1080 com 30 fps[2]
- Velocidade do obturador de 1/8000 s[2]
- Densidade de píxeis de 501 ppi[2]
- Resolução de tela de 1040k dots[2]
- Foco automático com detecção de fase[2]
- Modo de cinema a 24p[2]
- Tipo DSLR, usa espelhos e pentaprisma para direcionar a luz da lente para o visor óptico.[4]